# Chałtura
Chałtura – zjawisko pracy zarobkowej (głównie w zawodach artystycznych). W potocznym języku oznacza działalność motywowaną względami wyłącznie zarobkowymi. W wielu przypadkach oznacza pójście na kompromis oraz może stanowić uszczerbek na wizerunku artysty. Chałtura ma zdecydowanie wydźwięk negatywny. W powszechnym rozumieniu jest często kojarzona z występami "celebrytów" na wydarzeniach sponsorowanych przez korporacje niemające na co dzień związku z kulturą, bądź organy władzy publicznej.
W przeszłości wyraz ten, występujący wyłącznie w liczbie mnogiej (chałtury lub chautury) oznaczał zaduszki, dziady.
Wyraz „chałtura” jest pochodzenia greckiego (gr. chartoularion, łac. chartularium – spis, rejestr), w języku polskim utrwalonym za pośrednictwem języka rosyjskiego (rusycyzm; ros. халтура oznacza pracę niedbałą, niedbale wykonywaną).